# You Kent Always Say What You Want
You Kent Always Say What You Want, titulado Kent no siempre puede decir lo que quiere en España y No siempre puedes decir lo que tú quieras en Hispanoamérica, es un episodio de la serie de televisión animada Los Simpson. Es el episodio N.º 400 y el final de la decimoctava temporada. Se estrenó el 20 de mayo de 2007 en Estados Unidos, el 21 de octubre de 2007 en Hispanoamérica y el 31 de agosto de 2008 en España. El episodio fue escrito por Tim Long y dirigido por Matthew Nastuk.

## Apertura especial
A modo de celebración del vigésimo aniversario de la serie (contando los cortos), la secuencia de introducción es reemplazada en su totalidad por una pantalla negra que dice, "20 años atrás..." seguido por el corto "Family Portrait" perteneciente a El show de Tracey Ullman.

## Sinopsis

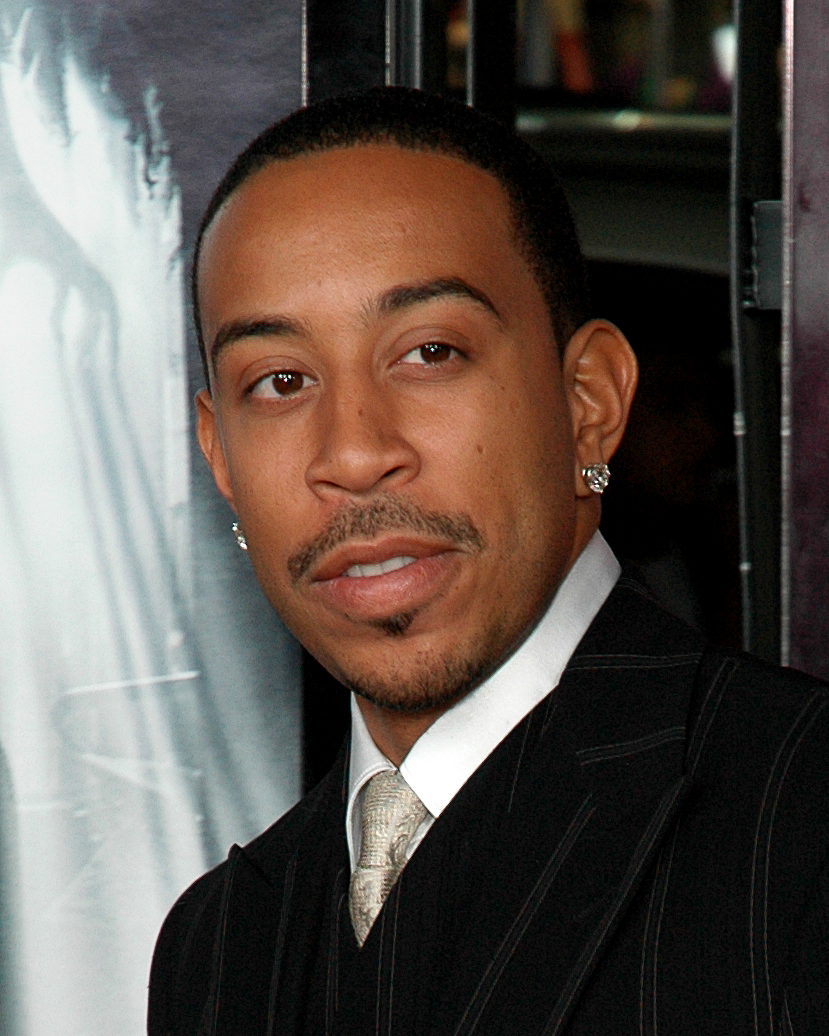
Ludacris aparece en el consultorio del dentista, quejándose porque usaban su vídeo didáctico sin pagar derechos de autor.

Volviendo a casa después de un viaje al dentista, Homer lleva a su familia a una heladería, donde el compra el millonésimo cono de helado. Esto resulta en que Homer sea invitado en el programa de entrevistas Smartline, de Kent Brockman. Kent se molesta que esté obligado a hacer algo de poca relevancia en lugar de realizar una discusión profunda e intelectualmente estimulante sobre el conflicto en el Medio Oriente. Durante la entrevista, Homer accidentalmente bota el café en el regazo de Kent y éste dice groserías de forma inadvertida. 
Después del corte comercial, Kent se disculpa, pero se alivia al saber de que nadie vio el impase. No obstante, Ned Flanders ve el espacio informativo durante su ritual nocturno de revisar contenido televisivo, y hace que la gente que piensan igual que él manden un correo a la Comisión Federal de Comunicaciones (FCC) con respecto al incidente. Al día siguiente, durante la emisión del telediario del Canal 6, Kent se entera de que está bajo escrutinio por su indiscreción y que la estación recibió una multa de $10 millones. Es descendido al cargo de hombre del clima con su rival, Arnie Pye, tomando su puesto anterior. Luego, Lindsey Naegle le habla a Kent, asegurándole que su trabajo está a salvo, pero lo despide cuando encuentra "cocaína" en su taza de café (en realidad es Splenda, pero a Naegle no le importa ya que es la mejor excusa para despedirlo).
Al día siguiente, en la casa de los Simpsons, Homer encuentra a Kent durmiendo en su sofá, luego de que Marge le diera cobijo ante el temor de que él se pudiera suicidar. Mientras mira televisión, Lisa se pregunta por qué el canal Fox News puede ser tan conservador políticamente mientras que emite al mismo tiempo contenido sexualizado. Kent responde que Fox deliberadamente emite programas con contenido moralmente condenable de tal manera que sean multados por la FCC, con las multas siendo canalizadas hacia el Partido Republicano. Según Brockman, todos en el negocio del entretenimiento lo saben, pero nadie es lo suficientemente valiente como para reportar la estafa. Lisa lo incita a delatarlos, utilizando su cámara de internet y subiendo la revelación a Youtube. El webcast de Kent es tan exitoso que los miembros del Partido Republicano de Springfield se sienten desmoralizados al saber que Kent amenaza sus ganancias ilegales, lo que hace que Naegle y Krusty el Payaso preparen un plan para detenerlo.
Al día siguiente, Lisa y Kent son confrontados por los miembros del partido, quienes le ofrecen a este último su trabajo anterior con un aumento al 50%, a lo cual Kent acepta de inmediato, antes de disculparse con Lisa. En casa, Lisa se queja ante Homer que las figuras mediáticas de hoy en día no tengan valentía o integridad. Homer la consuela contandole un secreto terrorífico que Kent le contó sobre el canal Fox, solo para que las referencias a dicho secreto sean reducidas con un anunciador aplaudiendo la programación del canal. Antes de los créditos de clausura, Homer intenta nuevamente contar el horrible secreto, solamente para ser omitido por los logos de Gracie Films y 20th Century Fox Television.